# Namiseom
Namiseom är en ö i Sydkorea.   Den ligger i provinsen Gangwon, i den norra delen av landet, 50 km nordost om huvudstaden Seoul.